# Sächsisches Staatsministerium für Soziales, Gesundheit und Gesellschaftlichen Zusammenhalt

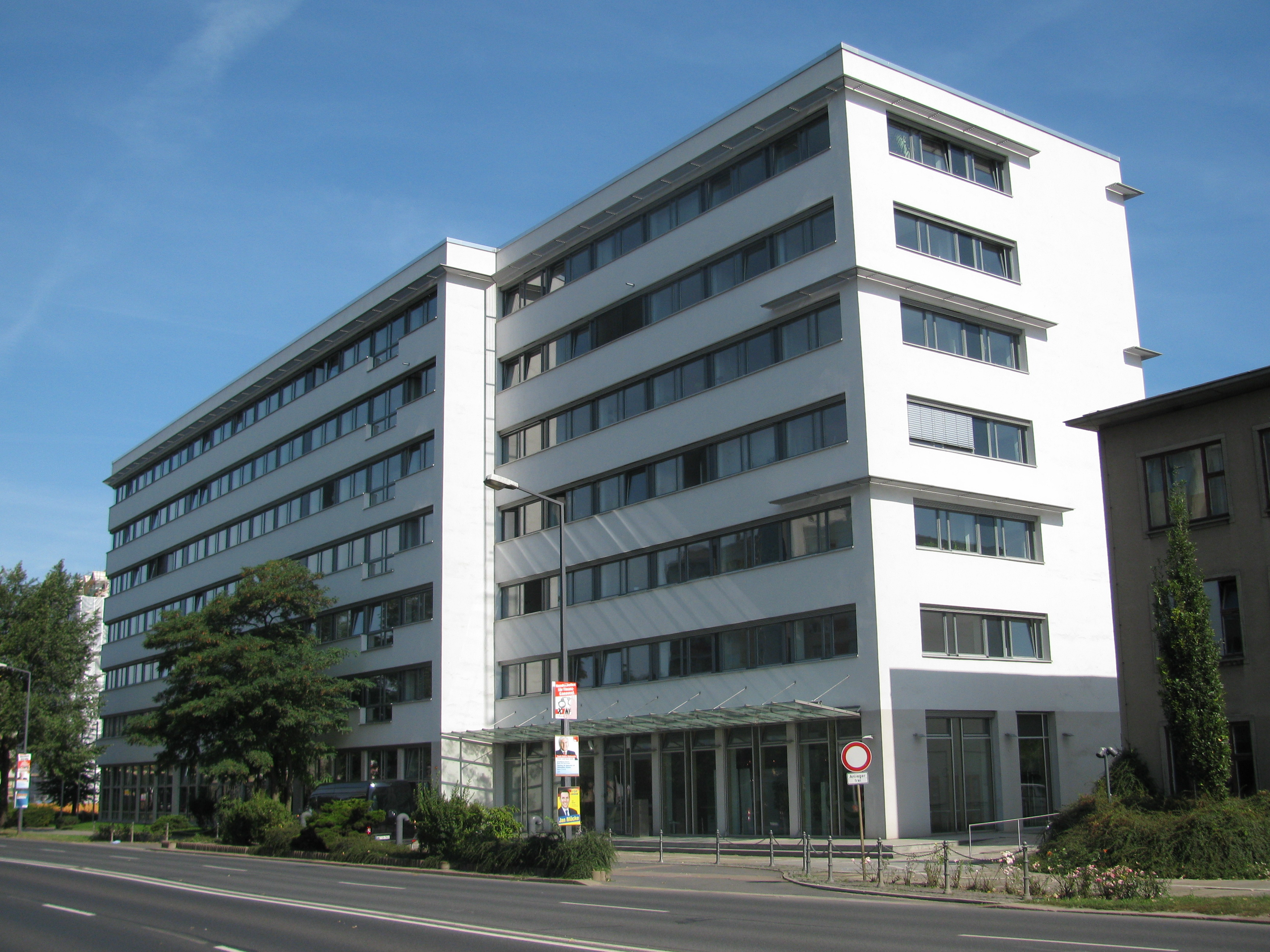
Sitz des Sozial- und Verbraucherschutzministeriums

Das Sächsische Staatsministerium für Soziales, Gesundheit und Gesellschaftlichen Zusammenhalt (SMS) ist als Sozialministerium eine Oberste Landesbehörde des Freistaates Sachsen mit Sitz in der Landeshauptstadt Dresden. In seiner Selbstdarstellung nennt es sich auch Gesellschaftsministerium. Es besteht seit der Neugründung des Freistaates 1990 und hieß bis 2019 Sächsisches Staatsministerium für Soziales und Verbraucherschutz. Es hat seinen Sitz an der Albertstraße 10 im Dresdner Regierungsviertel der Inneren Neustadt.

## Staatsminister
Seit der Gründung im Jahr 1990 hatte das Ministerium sechs Staatsminister. Bis 2019 war das Ministerium durchgehend CDU-geführt, seit 2019 hat Petra Köpping (SPD) das Amt der Staatsministerin inne. Staatssekretärin ist derzeit Dagmar Neukirch.

## Organisationsstruktur
Das Sächsische Staatsministerium für Soziales, Gesundheit und Gesellschaftlichen Zusammenhalt gliedert sich in fünf Abteilungen:
Abteilung 1: Politische Grundsatzangelegenheiten, Personal und Verwaltung
Abteilung 2: Gesundheits- und Veterinärwesen
Abteilung 3: Sozialversicherung und Krankenhauswesen
Abteilung 4: Jugend, Familie und Teilhabe
Abteilung 5: Sächsische Krankenhäuser, Psychiatrische Versorgung, Landesprüfungsamt und Sonderaufgaben

### Nachgeordneter Geschäftsbereich
Dem Ministerium nachgeordnete Behörden sind die Landesuntersuchungsanstalt Sachsen (LUA), der Staatsbetrieb für Mess- und Eichwesen (SME) sowie die Sächsischen Landeskrankenhäuser.

## Aufgaben
Die Sächsische Staatskanzlei beschreibt die Aufgaben des Ministeriums folgendermaßen: „Das Ministerium kümmert sich um die Belange von Mensch und Tier in jedem Alter und jeder Lebenssituation. Es ist zuständig für Kinder, Jugendliche und Familien ebenso wie für Senioren, Menschen mit Behinderungen und Sozialhilfeempfänger. Die Integration nach Zuwanderung ist genauso ein Thema wie die Wohlfahrtspflege. Das Ministerium schafft dabei günstige Rahmenbedingungen für Familien und fördert eine Kultur der Anerkennung von bürgerschaftlichem Engagement“.

### Soziales, Gesundheit, Jugend und Familie
Die Abteilung Soziales, Gesundheit, Jugend und Familie kümmert sich um Sozialstruktur und Sozialplanung, soziale Entschädigung, Kriegsopferfürsorge, die Förderung von Kindern, Jugendlichen, Familien, Senioren und Behinderten, Sozialhilfe, Wohlfahrtspflege und Sammlungswesen und um soziale Dienste und Einrichtungen sowie soziale Berufe.

### Sozialversicherung
Die Abteilung Sozialversicherung ist für das Recht der gesetzlichen Kranken-, Renten-, Unfall- und Pflegeversicherung zuständig sowie das Kassenarzt- und Kassenzahnarztrecht und das Selbstverwaltungs- und Haushaltsrecht der Sozialversicherungsträger. Sie kümmert sich zudem um die Berufsbildung in der Sozialversicherung, die Aufsicht über Träger der Sozialversicherung und die Bereinigung von SED-Unrecht.

### Gesundheits- und Veterinärwesen
Die Abteilung Gesundheits- und Veterinärwesen ist verantwortlich für den Öffentlichen Gesundheitsdienst, die Krankenhausplanung und -finanzierung, Psychiatrie und Maßregelvollzug, das Arzneimittel- und Apothekenwesen, Gesundheitsberichterstattung, gesundheitlicher Verbraucherschutz und Lebensmittelüberwachung, Tierschutz und Tierseuchenbekämpfung, Leichen- und Bestattungswesen sowie für Berufe des Gesundheits- und Veterinärwesens.